# Swertia alata
Swertia alata är en gentianaväxtart som beskrevs av John Forbes Royle och David Don. Swertia alata ingår i släktet Swertia och familjen gentianaväxter. Inga underarter finns listade i Catalogue of Life.